# إيرني نيوتن
إيرني نيوتن (بالإنجليزية: Ernie Newton)‏ هو سياسي أمريكي، ولد في 21 فبراير 1956 بمقاطعة فيرفاكس في الولايات المتحدة. حزبياً، نشط في الحزب الديمقراطي. وقد انتخب عضو مجلس ولاية كونيتيكت وانتخب عضو مجلس نواب كونيتيكت.